# مضادات الدروع

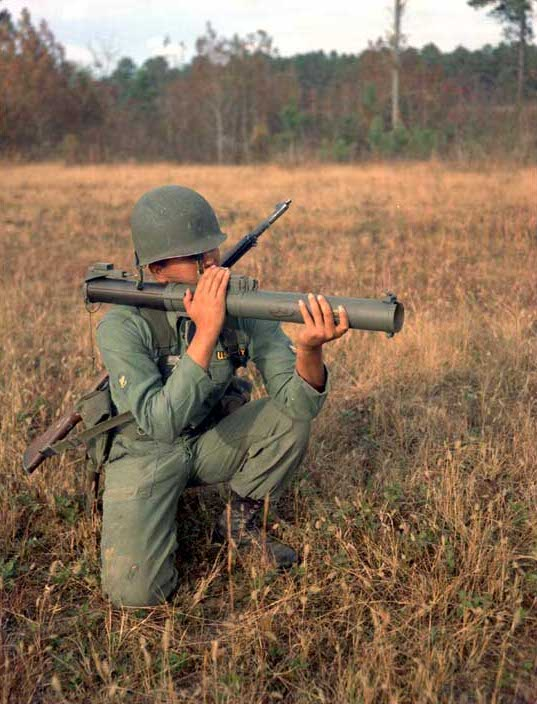
جندي أمريكي يحمل لاو إم 72 ، 1960

مدفع بريطاني مضاد للدروع في الحرب العالمية الثانية

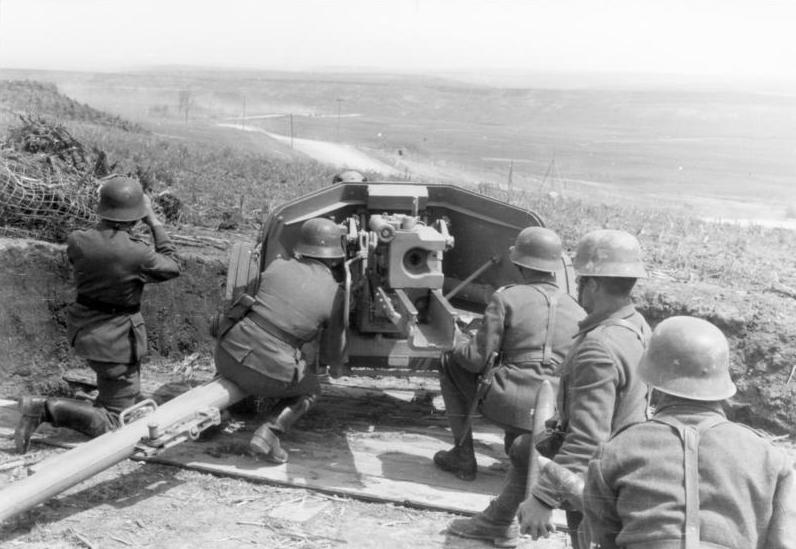
مدفع مضاد للدروع للجيش الروماني في الجبهة الشرقية خلال الحرب العالمية الثانية

مضادات الدروع هو مصطلح يشير إلى أي وسيلة تستخدم لمكافحة مركبات القتال المدرعة لاسيما الدبابات، ومن أكثر الأسلحة المضادة للدروع شيوعا هي المدفعية المضادة للدروع والدبابات والصواريخ المضادة للدروع والألغام المضادة للدروع والمروحيات الهجومية.

## أمثلة
ومن الأمثلة الصواريخ المضادة للاليات والدروع :
- صاروخ البنا
- صاروخ البتار
- آر بي جي
- 9إم133 كورنت